# Бертонкур
Бертонку́р (фр. Bertoncourt) — коммуна во Франции, находится в регионе Шампань — Арденны. Департамент — Арденны. Входит в состав кантона Ретель. Округ коммуны — Ретель.
Код INSEE коммуны — 08062.
Коммуна расположена приблизительно в 170 км к северо-востоку от Парижа, в 65 км севернее Шалон-ан-Шампани, в 35 км к юго-западу от Шарлевиль-Мезьера.

## Население
Население коммуны на 2008 год составляло 139 человек.
| 1962 | 1968 | 1975 | 1982 | 1990 | 1999 | 2008 |
| ---- | ---- | ---- | ---- | ---- | ---- | ---- |
| 143  | 147  | 157  | 166  | 147  | 147  | 139  |

## Экономика

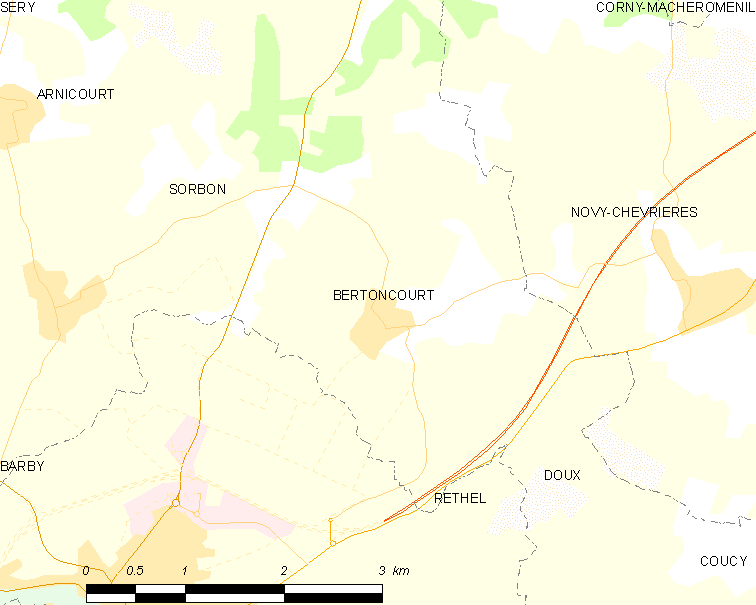
Карта коммуны

В 2007 году среди 87 человек в трудоспособном возрасте (15—64 лет) 68 были экономически активными, 19 — неактивными (показатель активности — 78,2 %, в 1999 году было 77,3 %). Из 68 активных работали 64 человека (34 мужчины и 30 женщин), безработных было 4 (1 мужчина и 3 женщины). Среди 19 неактивных 7 человек были учениками или студентами, 7 — пенсионерами, 5 были неактивными по другим причинам.